# Élection présidentielle camerounaise de 1970

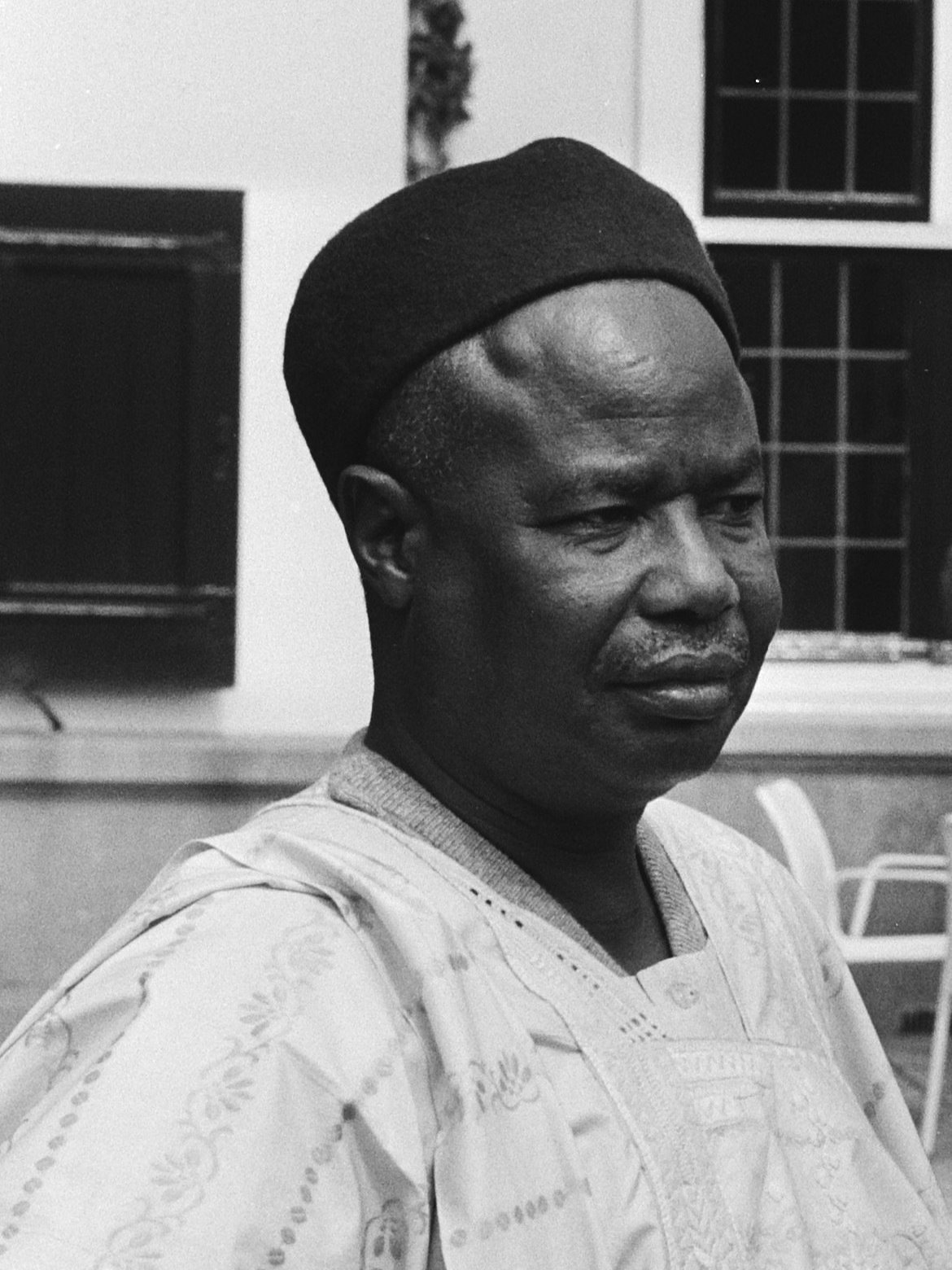
Ahmadou Ahidjo

L'élection présidentielle camerounaise de 1970 s'est tenue le 28 mars 1970. Le président sortant Ahmadou Ahidjo est le seul candidat et l’emporte avec 100 % des résultats. Le Cameroun fonctionne alors sur la base d’un régime à parti unique. La participation est de 99,4 %.

## Contexte
| Candidat               | Parti                        | Votes     | %   |
| ---------------------- | ---------------------------- | --------- | --- |
| Ahmadou Ahidjo         | Union nationale camerounaise | 3 478 942 | 100 |
| Votes invalides/blancs | Votes invalides/blancs       | 244       | -   |
| Total                  | Total                        | 3 479 186 | 100 |